# 글렌 D. 페이지
글렌 달랜드 페이지(Glenn Durland Paige, 1929년 6월 28일 – 2017년 1월 22일)는 미국의 정치학자였다. 그는 하와이 대학교의 정치학 에메리투스 교수였으며 세계 비살생 센터의 운영위원회 의장이었다. 페이지는 비살생 개념을 개발한 것으로 알려져 있다, 그의 정치 리더십 연구, 그리고 해리 S. 트루먼 대통령이 미국을 6.25 전쟁에 개입시키기로 결정한 사례 연구를 통해 의사결정 관점에서 국제정치학을 연구한 것으로 유명하다.

## 전기
기독교청년회 사회복지사의 아들인 글렌 달랜드 페이지는 1929년 6월 28일 미국 북동부의 뉴잉글랜드로 알려진 브록턴, 매사추세츠에서 태어났다. 그는 로체스터, 뉴햄프셔에서 성장했으며, 여름에는 매사추세츠의 케이프 코드 프로빈스타운에서 보냈다.

그는 미국 육군 (1948–52)에서 신병, 일등병, 상병, 하사, 소위(OCS), 중위로 복무했으며 나중에 대위(육군 예비역, 1956–60)가 되었다. 6.25 전쟁 참전 용사(1950–52)로, 1950년 9월부터 12월까지 대한민국 보병 제1사단에 배속된 제10대 공중포병단 통신 장교로 복무했다.
그는 필립스 엑서터 아카데미 (1947), 프린스턴 대학교 (A.B., 정치학, 1955; 국제정치학; 중국어 및 러시아어), 하버드 대학교 (A.M., 동아시아 지역 연구, 1957; 한국학, 중국어, 일본어 및 한국어), 노스웨스턴 대학교 (정치학 박사, 1959; 다학제 행동 과학 커리큘럼)를 졸업했다. 서울대학교 행정대학원 (1959–61)과 프린스턴 대학교 (1961–67)에서 가르친 후, 하와이 대학교 (1967–92)에서 가르쳤다. 그곳에서 그는 정치학 입문과 세계 정치학 강의 외에도 정치 리더십 (1967–92)과 비폭력 정치적 대안 (1978–92)에 대한 새로운 강좌와 세미나를 개설했다. 그는 1972년 하와이 대학교 한국학 연구소 설립을 도왔고, 스파크 M. 마츠나가 평화 연구소와 세계 비폭력 계획 프로젝트 센터(나중에 세계 비살생 센터가 됨)를 설립하는 데 기여했다.
군인에서 학자로, 그리고 다른 이들과 함께 세계 비살생 센터의 설립자가 되는 여정은 세 가지 발견으로 설명할 수 있다.
첫 번째는 페이지가 1950-52년에 복무했던 6.25 전쟁에 해리 S. 트루먼 대통령과 다른 지도자들이 어떻게 미국을 개입시켰는지에 대한 인터뷰를 포함한 사례 연구에서 시작되었다. 이는 1950년 6월 24일-30일의 한국 결정이라는 제목의 책으로 출판된 박사 학위 논문이 되었다 (또한 6.25 전쟁 의사 결정 연구 참조)
1945년 이후 분단된 한국의 상이한 발전에 대한 후속 비교 연구는 사회 변화를 위한 정치 리더십의 창조적 잠재력을 발견하게 했고, 이를 정치학 학문 분야에서 연구, 교육 및 봉사의 특별 분야로 만들 것을 촉구했다. 이는 《정치 리더십의 과학적 연구》(뉴욕: 더 프리 프레스, 1977)에 출판되었다. 전 세계 문제 해결을 위한 창조적 정치 리더십의 중요성에 대한 이 "발견"은 1995년 압델살람 알마잘리 박사가 후세인 국왕의 지도 아래 선구적인 노력을 통해 요르단 대학교에 유엔 대학교/국제 리더십 아카데미를 설립하는 데 기여했다. 후세인 국왕은 유엔 50주년 기념 행사 동안 뉴욕에서 이를 발표했다. 글렌 D. 페이지는 1997년 요르단, 이스라엘, 팔레스타인, 이집트에서 열린 제1차 UNU/ILA 리더십 프로그램의 참가자-관찰자이자 평가자로 활동했다.
두 번째 발견은 비살생이 정치학과 삶의 기본적인 가치라는 점이었다. 글렌 D. 페이지가 비살생을 깨달은 것은 1973-74년경이었으며, 이는 25년 이상의 발견과 재교육을 통해 《비살생 국제 정치학》이라는 논문으로 이어졌다. 한국 전쟁에서 전쟁과 전쟁의 위협을 정당화했던 전통적으로 훈련받고 폭력을 받아들이는 정치학자의 이러한 예상치 못한 변화는 아마도 가치와 현실 인식이 충돌하는 "인지부조화" 과정 때문일 수 있다. 한국에서 자유와 평화를 위한 냉전 십자군 운동에 참여하고 이를 정당화했던 것(가치)과 1973년 미국과 대한민국 정부가 북한 학자들을 호놀룰루로 초청하여 평화적인 문화 교류를 추진하려는 하와이 대학교의 이니셔티브에 반대했던 것(비평화 현실)이 어느 날 "더 이상 살생은 없다!"는 내면의 목소리 세 단어로 표현된 강력한 가치 변화를 일으켰다(위 사진 참조). 그 결과, 이러한 가치 변화는 치명적인 현실에 대한 인식을 높이고 현실적인 비살생 대안을 모색하게 했다.
그 결과, 그는 자신의 한국 전쟁 관련 저서에 대한 비판적 서평을 작성했는데, 이 서평은 본질적으로 전쟁에 대한 과학적 변명이었다. 이는 "가치와 과학: 한국 결정 재고"라는 제목으로 미국정치학회에 게재되었다. 이러한 저자 서평은 1906년 이래 APSR 역사상 전례 없는 일이었다.
세 번째 발견은 자신의 과학적 작업에 적용된 비폭력적 비판 분석의 논리를 전체 정치학 분야의 폭력을 용인하는 가정을 비판하는 데 확장하면서 이루어졌다. 28년간의 연구, 교육, 그리고 새로운 비살생 분야의 토대를 발견하기 위한 여행 끝에 그 결과는 2002년 《비살생 국제 정치학》으로 출판되었다. 2007년에는 2007년 11월 1일~4일 호놀룰루, 하와이에서 제1차 국제 비살생 리더십 포럼이 개최되었고, 2014년에는 이 책이 30개 언어로 번역되었다.

## 사회적 및 과학적 기여

### 비살생
비살생은 인간 사회에서 살해, 살해 위협, 살해를 조장하는 조건이 없는 상태를 의미한다. 학계에서 이 용어는 주로 인간의 살해를 지칭하지만, 때로는 동물을 포함한 다른 형태의 생명 살해까지 포함하기도 한다. 이는 불교 윤리의 일부로서 오계의 첫 번째 계율에 표현된 "비살생"(또는 "비살생")이라는 용어의 전통적인 용법과 전 세계 영적 전통에서 유사한 용어에도 해당된다. 중요하게도, "비살생"은 제8차 노벨 평화상 수상자 정상 회의에서 승인된 "폭력 없는 세상 헌장"에서도 최근 사용되었다.
그 원인 분석에서 비살생은 평화 (전쟁 및 전쟁을 조장하는 조건의 부재), 비폭력 (심리적, 물리적, 구조적), 그리고 아힘사 (생각, 말, 행동에서의 무해)의 개념을 포함한다. 후자를 배제하지 않으면서도 비살생은 목표의 측정 가능성과 실현의 개방성을 특징으로 하는 독특한 접근 방식을 제공한다. "비폭력"이나 "평화"와 같은 용어의 사용은 종종 추상적인 아이디어를 통해 수동성으로 이어지는 고전적인 논증 형태를 따르지만, 살해(및 그 반대, 비살생)는 임상적 관점(살해의 점진적 근절을 향한 예방, 개입 및 외상 후 변화)을 따름으로써 정량화되고 특정 원인과 관련될 수 있다. 글렌 D. 페이지의 기여, 즉 《비살생 국제 정치학》뿐만 아니라 80년대부터 거슬러 올라가는 그의 많은 논문들이 학계에서 이 용어의 사용을 크게 발전시켰다. 현재 세계 비살생 센터는 300개 이상의 대학에서 700명 이상의 학자들이 참여하는 비살생 연구 위원회를 운영하고 있다.
2021년에는 페이지 박사의 생일인 6월 28일에 연례 "국제 비살생의 날"이 시작되었다. 첫 번째 글로벌 콜로키움은 가상으로 진행되었으며, "긍정적인 비살생 세계 만들기"라는 제목이었다.

### 정치 리더십의 과학적 연구
페이지의 1977년 저서 《정치 리더십의 과학적 연구》는 제임스 매그리거 번즈의 1978년 저서 《리더십》과 함께 해럴드 라스웰이 사회 과학 이론에 기반을 둔 다학제적 연구 분야로 연구할 것을 제안한 이후, 리더십이 학문 분야로서 정립되고 제도화되는 데 중요한 이정표로 여겨졌다. 이 논문에서 페이지는 정치 리더십, 그리고 일반적인 리더십에 대한 연구를 과학적 기반 위에서 조직하고 발전시킬 수 있는 개념적 틀을 제시한다. 이 틀은 "다변수, 다차원 연계 접근 방식"으로 제시되며, 정치 지도자의 행동에 영향을 미치는 여섯 가지 주요 요인을 고려한다: 성격, 역할, 조직, 과업, 가치, 그리고 환경. 동시에 이러한 요인들은 갈등의 정도, 폭력 사용, 합의의 존재, 타협의 실행과 같은 18가지 사회 정치적 차원에 영향을 미치거나 영향을 받을 수 있는 행동 패턴을 생성한다.

### 6.25 전쟁 의사 결정 연구
페이지는 1968년 저서 《한국 결정: 1950년 6월 24일-30일》에서 첫 번째 사례 연구를 통해 리처드 C. 스나이더가 개척한 의사결정 접근 방식을 탐구함으로써 국제정치학의 과학적 연구에 크게 기여했으며, 새로운 연구 방향을 제시했다. 이 책은 1950년 미국 정부가 한국에 개입하기로 결정한 과정을 재구성하며, 전쟁 개입으로 이어진 7일간의 중요한 의사 결정 과정을 철저히 문서화한다. 주요 문서 검토와 1945년부터 1950년까지 개입을 둘러싼 상황 분석 외에도, 해리 S. 트루먼 미국 대통령, 딘 애치슨 국무장관, 루이 A. 존슨 국방장관, 토마스 K. 핀레터 공군장관, 프랭크 페이스 육군장관, 딘 러스크 극동 담당 국무차관 등 이 과정의 주요 참여자들을 광범위하게 인터뷰했다.
페이지는 의사결정자의 관점에서 결정을 재구성하는 것 외에도 조직적, 정보적, 동기적 변수들의 상호작용 측면에서 이를 분석하고, 미래의 전쟁 가능 위기 상황에 대처하기 위한 지침을 평가하고 제공한다. 해럴드 D. 라스웰과 마이어스 S. 맥더글이 제시한 정책 과학의 의사결정 중심 개념과 중요한 공통점을 가지면서, 페이지는 의사결정 자체의 중요성을 강조한다. 관찰 시점, 의사결정 과정의 개념, 의사결정 상황의 정의, 의사결정의 특별한 계기로서의 위기, 변수 간의 연계, 그리고 특정 의사결정 과정 기능으로서의 평가는 이 연구를 독특하게 만들었고, 학계뿐만 아니라 정부와 군대에서도 참고 모델로 사용되었다.
이 책 출판 10년 후, 페이지는 한국 전쟁에 대한 자신의 책에 대한 비판적인 서평을 작성했는데, 이 책은 본질적으로 전쟁에 대한 과학적 변명이었다. 이는 "가치와 과학: 한국 결정 재고"라는 제목으로 미국정치학회에 게재되었다. 이러한 저자 서평은 1906년 이래 APSR 역사상 전례 없는 일이었다.

## 학술적 성과, 수상 및 영예

### 영예 및 수상
- 육군 표창 훈장, 1952년
- 우드로 윌슨 국가 펠로우십, 1955–56년
- 종교 및 고등 교육 학회 켄트 펠로우, 1955–57년
- 포드재단 해외 지역 훈련 펠로우, 1956–59년
- 프린스턴 대학교 존 위더스푼 200주년 교수직, 1962–65년
- 세이쿄 문화상 (일본), 1982년
- 라마찬드란 국제 이해상 (인도), 1986년
- 아누브랏 국제 평화상 (인도), 1987년
- 프린스턴 대학교 1955년 졸업생상, 1987년
- 제3회 간디 기념 강사 (인도), 1990년
- 델리 비폭력 학교 명예 종신 특별 회원 (인도), 1992년
- 소카 대학교 명예 박사 (일본), 1992년
- 마이스테리움 국제 평의회 (러시아), 1994년
- 자이 툴시 아누브랏상 (인도), 1995년
- 기예르모 가비리아 코레아 공로 훈장 (콜롬비아), 2004년
- 헌정 논문집 한국어판: 비살생 정치학과 지구 평화 운동. 글렌 D. 페이지 교수의 학문 세계 (서울: 집문당, 2004)
- 미국정치학회 우수 경력상, 2004년
- 평생 평화 공헌상, 2005년
- 평화의 날 하와이 상, 2008년
- 우수 평화 리더십 상, 2010년
- 해외 간디 가치 증진을 위한 잠날랄 바자즈 국제상, 2012년[27]
- 인도 보팔 자그란 레이크시티 대학교 명예 인문학 박사, 2016년

### 방문 교수직
- 컬럼비아 대학교 조교수, 1962년.
- 고려대학교 아시아 연구 센터 방문 연구원, 서울, 1965년.
- 동서센터 고급 프로젝트 연구소 선임 전문가, 호놀룰루, 1964년.
- 간다그람 농촌 연구소 (인정 대학교) 방문 연구원, 마두라이 지구, 타밀나두, 인도, 1976년 및 1977년.
- 히로시마 대학 평화 과학 연구소 방문 연구원, 일본, 1978년.
- 호주-미국 교육 위원회 선임 학자, 호주, 1980년.
- 소련 과학 아카데미 동양학 연구소 방문 학자, 모스크바, 1982년.
- 중국사회과학원 방문 학자, 베이징, 1982년 6월 24일 – 7월 6일
- 스웨덴 성인 교육 협회 방문 학자, 스톡홀름, 1984년.
- 소카 대학교 평화 연구소 연구원, 도쿄, 1985년.
- 한국 사회 과학자 협회 방문 학자, 1987년 및 1990년.

### 전문 기관 소속
- 미국정치학회
- 국제정치학회
- 국제 평화 연구 협회
- 세계 미래 연구 연맹

## 선택 문헌
- Paige GD (2002). 《Nonkilling global political science》 (PDF). OCLC 50711626. 2009년 11월 23일에 원본 문서 (PDF)에서 보존된 문서. 2009년 4월 23일에 확인함.
- ed. by Glenn D. Paige and Joám Evans Pim. (2009).  Paige GD; Evans Joám, 편집. 《Global nonkilling leadership》 (PDF). Honolulu: University of Hawaii and Center for Global Nonkilling. ISBN 978-1-880309-11-7. 2011년 7월 16일에 원본 문서 (PDF)에서 보존된 문서. 2009년 4월 23일에 확인함.
- edited by Glenn D. Paige, Chaiwat Satha-Anand (Qader Muheideen), Sarah Gilliatt. (1993).  Satha-Anand Chaiwat; Paige GD; Gilliatt Sarah, 편집. 《Islam and nonviolence》 (PDF). Honolulu: University of Hawaii. ISBN 978-1-880309-06-3. OCLC 28723586. 2011년 7월 16일에 원본 문서 (PDF)에서 보존된 문서. 2009년 4월 23일에 확인함. "Report on an international exploratory seminar on Islam and nonviolence, held in Bali, Indonesia, during February 14–19, 1986. Indonesian translation: Islam tanpa Kekerasan 보관됨 1월 27, 2016 - 웨이백 머신, Yogyakarta: LkiS, 1st edition, August 1998; 2nd edition, September 2000. Islam tanpa kekerasan - 구글 도서"
- Glenn D. Paige. (1993).  Paige GD, 편집. 《To nonviolent political science : from seasons of violence》. Honolulu: University of Hawaii. ISBN 978-1-880309-07-0. OCLC 28799961. "Korean translation: 비폭력과 한국정치 [Bipokryeok gwa Hanguk jeongchi, Nonviolence and Korean Politics], Seoul: Jipmoondang, 1999. ISBN 89-303-0706-X"
- Kelly Petra K (1992).  Paige GD; Gilliatt Sarah, 편집. 《Nonviolence speaks to power》 (PDF). Honolulu: University of Hawaii. ISBN 978-1-880309-05-6. OCLC 26212037. 2011년 7월 16일에 원본 문서 (PDF)에서 보존된 문서. 2009년 4월 23일에 확인함.
- edited by Glenn D. Paige, Lou Ann Haʹaheo Guanson, George Simson. (1995).  Paige GD; Guanson LAH; Simson George, 편집. 《Hawai'i journeys in nonviolence》 (PDF). Honolulu: University of Hawaii. ISBN 978-1-880309-10-0. OCLC 32855002. 2011년 7월 16일에 원본 문서 (PDF)에서 보존된 문서. 2009년 4월 23일에 확인함.
- edited by Glenn D. Paige and Sarah Gilliatt. (1991).  Paige GD; Gilliatt Sarah, 편집. 《Nonviolence in Hawaii's spiritual traditions》 (PDF). Honolulu: University of Hawaii. ISBN 978-1-880309-00-1. OCLC 24502156. 2011년 7월 16일에 원본 문서 (PDF)에서 보존된 문서. 2009년 4월 23일에 확인함.
- Paige GD; Gilliatt Sarah, 편집. (1991). 《Buddhism and nonviolent global problem-solving》 (PDF). Honolulu: University of Hawaii. OCLC 25519413. 2011년 7월 16일에 원본 문서 (PDF)에서 보존된 문서. 2009년 4월 23일에 확인함.
- Paige GD (1984). 《Buddhism and leadership for peace》. Dae Won Sa Buddhist Temple of Hawaii. OCLC 13164982.
- Paige GD (1977). 《The scientific study of political leadership》. Free Press. ISBN 978-0-02-923630-7.
- Chaplin George; Paige GD (1973). 《Hawaii 2000: continuing experiment in anticipatory democracy》. Honolulu: University Press of Hawaii for the Governor's Conference on the Year 2000. ISBN 978-0-8248-0252-3.
- Paige GD, 편집. (1972). 《Political leadership: readings for an emerging field》. Free Press. ISBN 9780029236109. OCLC 354740.
- Paige GD, 편집. (1970). 《1950, Truman's decision: the United States enters the Korean War》. New York. OCLC 267269.
- Paige GD (1968). 《The Korean decision: June 24–30, 1950》. Free Press. ISBN 9780029235904. OCLC 16122772.
- Paige GD (1966). 《The Korean People's Democratic Republic》. Stanford, California: Hoover Institution on War, Revolution and Peace. ISBN 9780817931124. OCLC 413900.

## 같이 보기
- 세계 비살생 센터
- 비살생 과학
- 비살생 연구